# Siphonorhinus cingulatus
Siphonorhinus cingulatus är en mångfotingart som först beskrevs av Carl Graf Attems 1936.  Siphonorhinus cingulatus ingår i släktet Siphonorhinus och familjen Siphonorhinidae. Inga underarter finns listade i Catalogue of Life.